# سنگبای (بوتان)
سنگبای (به لاتین: Sangbay) یک منطقهٔ مسکونی در بوتان (کشور) است که در استان ها واقع شده‌است.